# Fernando Aínsa
Fernando Aínsa Amigues (* 24. Juli 1937 in Palma de Mallorca, Spanien; † 6. Juni 2019 in Saragossa) war ein spanisch-uruguayischer Schriftsteller.

## Leben und Wirken
Fernando Aínsa wurde auf der Baleareninsel Mallorca geboren und emigrierte 1951 im Alter von 14 Jahren mit seiner Familie nach Uruguay. Er absolvierte ein Studium der Rechtswissenschaft, arbeitete als Journalist und als Hochschullehrer für Literatur in den Vereinigten Staaten, bevor er von 1974 bis 1999 in Paris lebte, wo er als literarischer Leiter des Verlags der UNESCO tätig war. 1999 ließ sich Aínsa in Saragossa nieder.
Als Essayist, Romancier, Dichter und anerkannter Literaturkritiker schuf er ein bedeutendes Werk, das in verschiedene Sprachen übersetzt wurde (Englisch, Französisch, Italienisch, Polnisch, Portugiesisch, Arabisch, Rumänisch, Russisch). In seinen Werken beschäftigt sich Aínsa kritisch mit der hispanoamerikanischen Literatur, dem hispanoamerikanischen Denken und den Konzepten von Identität und Utopie.
Er war korrespondierendes Mitglied der uruguayischen Academia Nacional de Letras und gehörte dem „Königlichen Patronat“ (Real Patronato) der Spanischen Nationalbibliothek an. 2018 wurde ihm die Ehrendoktorwürde der Universität Poitiers verliehen. Darüber hinaus erhielt Aínsa zahlreiche nationale und internationale Auszeichnungen in Mexiko, Argentinien, Spanien, Frankreich und Uruguay.

## Werke (Auswahl)
Erzählungen
- El testigo. Novelle. Alfa, Montevideo 1964.
- En la orilla. Aquí Poesía, Montevideo 1966.
- Con cierto asombro. Novelle. Alfa, Montevideo 1968.
- De papá en adelante. Novelle. Monte Avila, Caracas 1970.
- Con acento extranjero. Novelle. Nordan, Stockholm 1984.
- Las palomas de Rodrigo. Monte Sexto, Montevideo 1988.
- Los naufragios de Malinow y otros relatos. Ediciones de la Plaza, Montevideo 1988.

Essays
- Las trampas de Onetti. Alfa, Montevideo 1970.
- Los buscadores de la utopia. La significación novelesca del espacio latino-america. Monte Avila, Caracas 1977.
- Identidad cultural de Iberoamérica en su narrativa. Gredos, Madrid 1986, ISBN 84-249-1037-0.
- Necesidad de la utopía. Nordan Comunidad, Montevideo 1990.
- Nuevas fronteras de la narrativa uruguaya 1960–1993. Trilce, Montevideo 1993, ISBN 9974-32-068-2.
- La reconstrucción de la utopía. UNESCO, Paris 1999, ISBN 92-3-203365-8.
  - französisch: La reconstruction de l’utopie. Arcantères, Paris 1997, ISBN 92-3-203365-8.
- Del topos al logos. Propuestas de geopoética. Vervuert, Frankfurt am Main 2006, ISBN 3-86527-312-2.
- Palabras nómadas. Nueva cartografía de la pertenencia. Vervuert, Frankfurt am Main 2012, ISBN 978-3-86527-714-5.